# Polyphylla decemlineata
Polyphylla decemlineata är en skalbaggsart som beskrevs av Thomas Say 1823. Polyphylla decemlineata ingår i släktet Polyphylla och familjen Melolonthidae. Inga underarter finns listade i Catalogue of Life.

## Bildgalleri

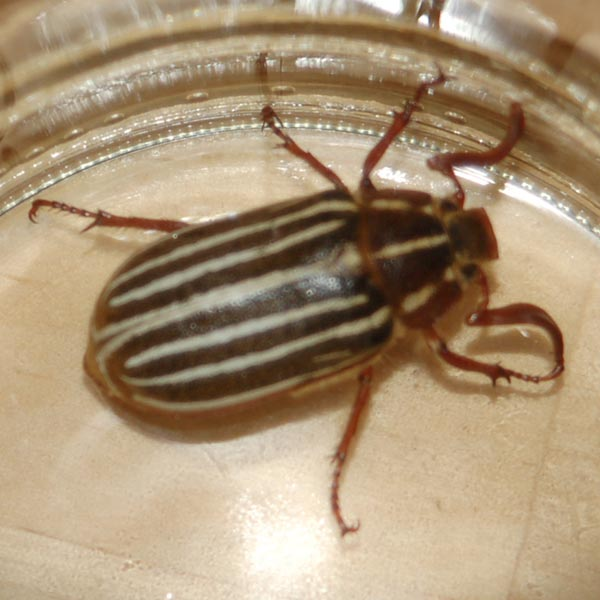
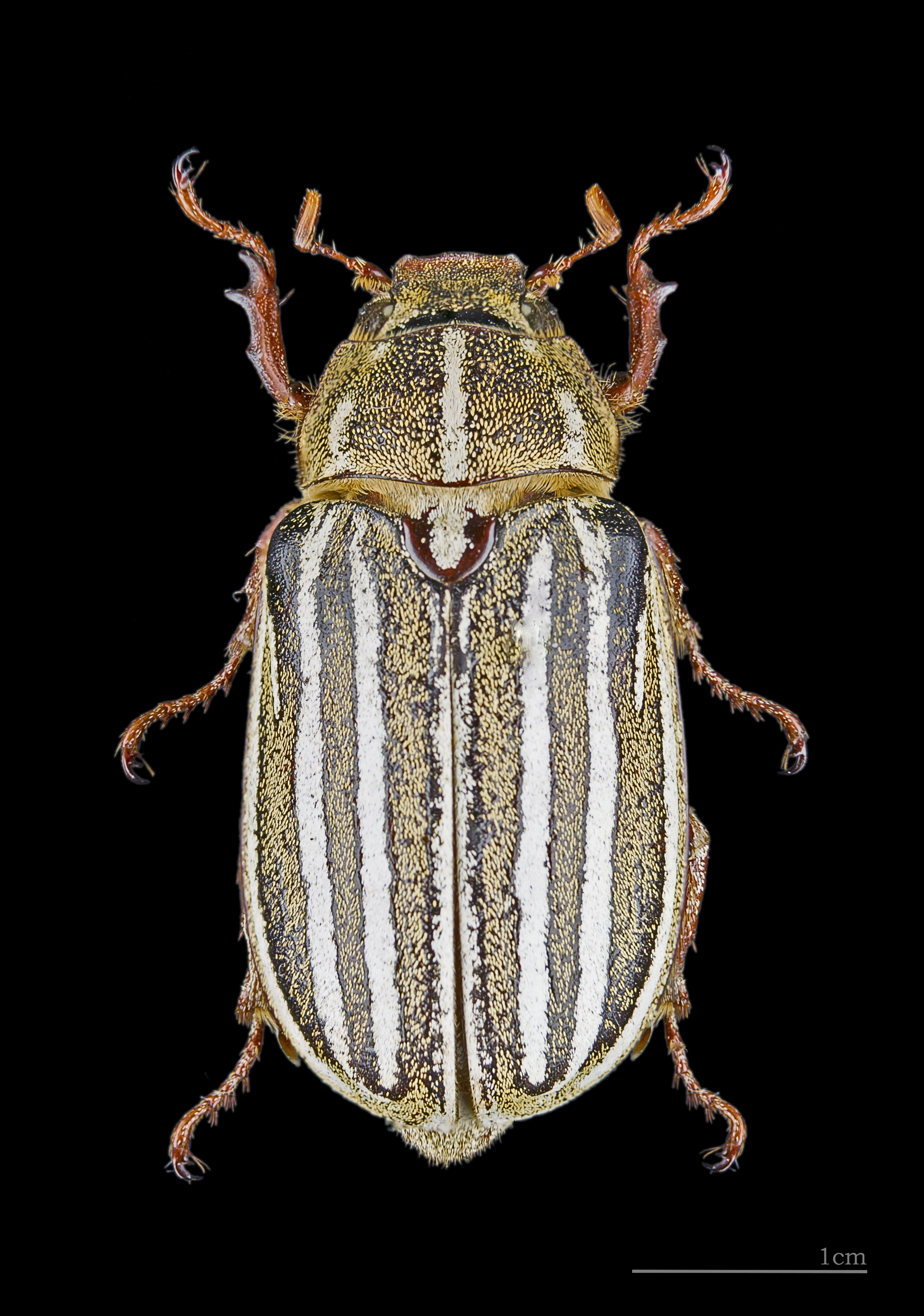
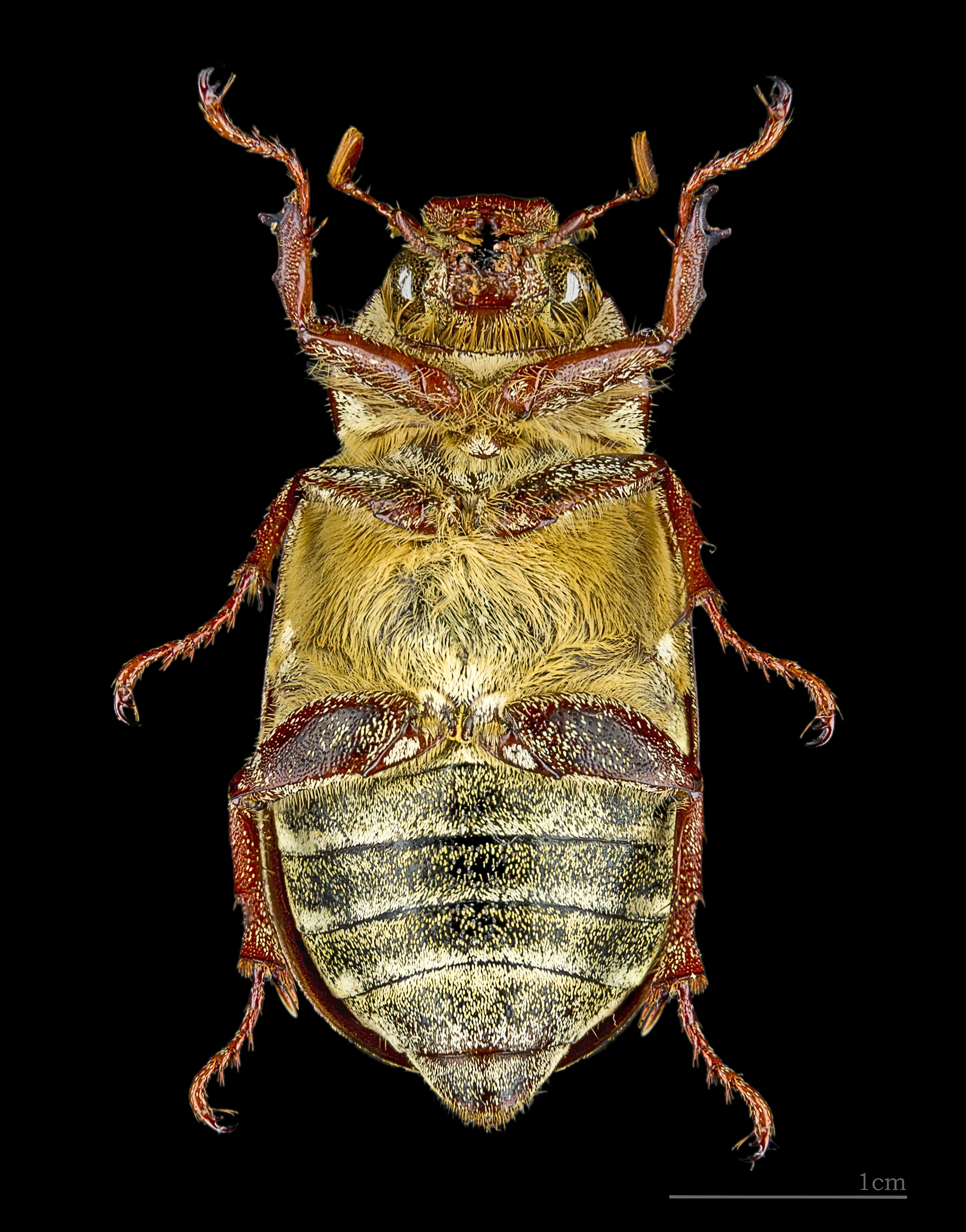
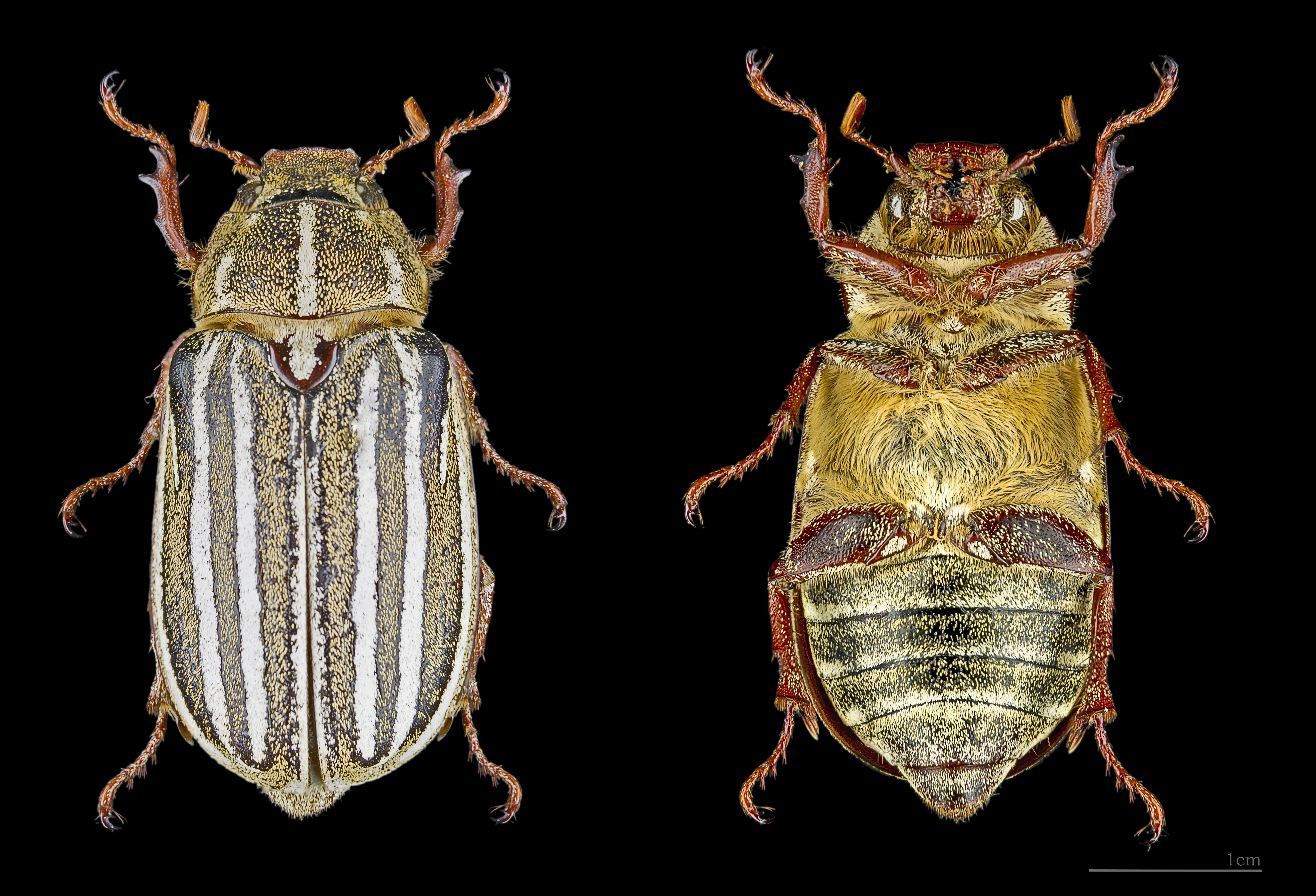
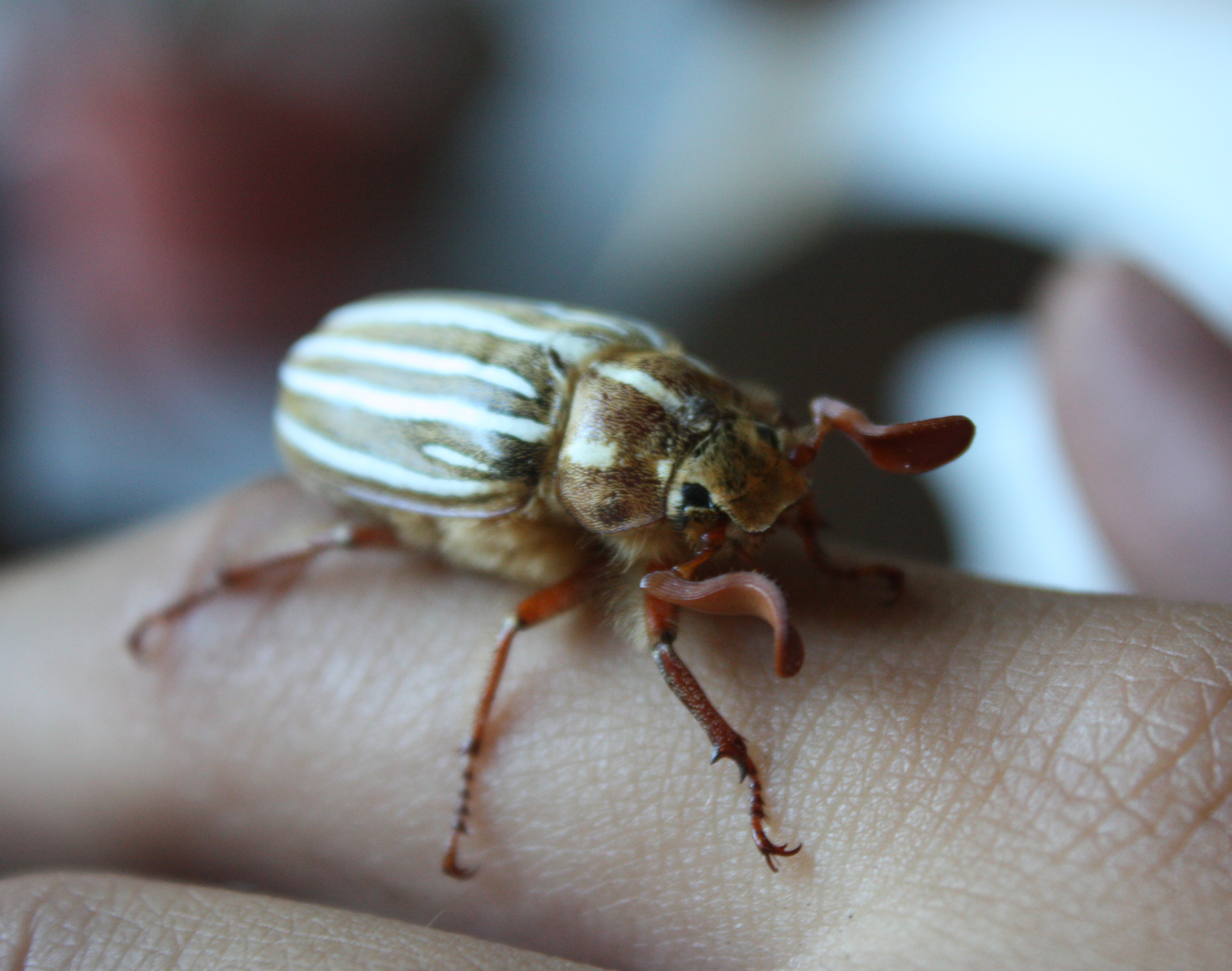
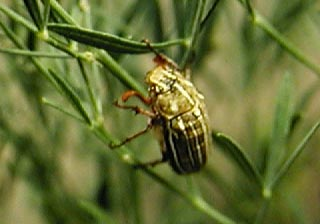